# Pimenta Bueno
Pimenta Bueno é um município brasileiro do estado de Rondônia. Sua população, conforme estimativas do IBGE de 2018, era de 36 434 habitantes, sendo o 10º município mais populoso de Rondônia.

## História
Localizada ao sul do estado de Rondônia, Pimenta Bueno foi a segunda cidade originada a partir da passagem do Marechal Rondon na região. Em 1912, na confluência dos rios Apediá (hoje rio Pimenta Bueno) e Barão de Melgaço, foi instalada uma estação telegráfica, sob o comando do então Coronel Cândido Mariano da Silva Rondon. Nessa época, dos cerca de 600 homens que originariamente participavam da expedição Rondon e teve como ponto de partida o município de Juruena-MT, cerca de 100 chegaram ao povoado de Santo Antonio, o qual deu origem a Porto Velho-RO. Os garimpeiros e seringueiros que passaram a residir em Pimenta Bueno eram em sua maioria nordestinos atraídos pelas riquezas naturais da região. Até 1948, o que hoje é chamado Rondônia integrava, em sua maior parte, o Estado de Mato Grosso.
A denominação dada ao rio Pimenta Bueno e oportunamente à Estação Telegráfica Pimenta Bueno, por Rondon, foi uma homenagem que o mesmo prestou ao ilustre homem público, Francisco Antônio Pimenta Bueno, nascido em Cuiabá, aos 10 de novembro de 1836 e que morreu no Rio de janeiro, em 7 de dezembro de 1888. Rondon utilizara-se das "Cartas de Pimenta Bueno", por este escritas, como fonte geográfica para dar os rumos à expedição.
Francisco era filho do Dr. José Antônio Pimenta Bueno e da Marquesa Dona Balbina Henriqueta de Faria e Albuquerque. O Dr. José Antonio foi o Visconde e Marquês de São Vicente, um dos maiores juristas da época imperial, presidente da província (hoje, Estado-membro) de Mato-Grosso em 1846 e, mais adiante, presidente da província do Rio Grande do Sul em 1850.
Há referência que, em 1926, o vilarejo contava com a população de 24 pessoas. Até a década de 1940, o pequeno povoado viveu em função do posto telegráfico e a economia girava em torno da extração da borracha e garimpo de diamantes. Nos anos 1960 com a abertura da BR-364 pelo 5º BEC (5º batalhão de engenharia e construção), a vila se expandiu.
Em 1969, com a implantação do projeto de colonização pelo Incra, começaram a chegar em massa os migrantes, vindos especialmente do sul, para promover o crescimento e o progresso do então território federal de Rondônia. Ainda hoje, residem no Município diversos descendentes daqueles pioneiros.
A vila de Pimenta Bueno teve como primeiro administrador Raimundo Camelo até 1975 sendo substituído por Alberto da Costa Leite até 1976 e posteriormente por Vicente Homem Sobrinho que logo depois foi nomeado prefeito em função da emancipação político-administrativo.
Foi elevado à condição de município por meio da Lei nº 6.448, de 11 de outubro de 1977 (artigo 47). A emancipação político-administrativa aconteceu em 24 de novembro de 1977, data em que é comemorado o aniversário do Município e na qual houve a posse do primeiro prefeito nomeado, qual seja, Vicente Homem Sobrinho, falecido em 1998. O governador do então Território Federal de Rondônia era o Coronel do Exército Humberto da Silva Guedes.

## Geografia
Possui uma área de 6241,64 km² e conta com clima quente e úmido, amenizado pela altitude de 195 metros em que se encontra, apresenta grandes variações de temperatura entre os extremos diurnos e noturnos por conta da cidade ser cercada por dois rios, Pimenta Bueno e Barão do Melgaço.
No período de estiagem, os rios amazônicos reduzem seu volume d´água, rebaixando sensivelmente seu nível pluviométrico. Isso provoca o aparecimento de trechos dos rios margeados por praias arenosas, propícias à atividades de lazer. Nas proximidades do encontro das águas dos rios Pimenta Bueno e Barão do Melgaço, afloram diversas praias naturais, frequentadas por moradores locais e visitantes, dada a facilidade de acesso e qualidade das águas. A montante dos referidos rios, existem outras praias igualmente atraentes, necessitando-se porém de uma embarcação para atingi-las.A distância destas praias é de 2 a 3 km da zona central da cidade, acessível através dos bairros marginais aos rios, ou através de barcos.

## Esporte
A Cidade tem um time representante na primeira divisão do Campeonato Rondoniense de Futebol: o Clube Atlético Pimentense que já foi campeão do Campeonato Rondoniense de Futebol da Segunda Divisão em 2012 e vice-campeão da Primeira Divisão de 2013,o time manda seus jogos no estádio chamado Estádio Luiz Alves de Ataíde.
Outros esporte fazem parte do cotidiano da cidade, basquetebol, handebol, voleibol, ciclismo e paramotor.
O Ciclismo pimentense é responsável pelo maior evento de MTB do Estado de Rondônia chamado "Cafundo" idealizado pelos amigos Nilzomberto da Costa Leite e Thiago Sinfronio no ano de 2012, o evento já chegou a reunir cerca de 700 ciclistas de várias cidades de Rondônia e outros Estados da federação.
Outro evento importante do ciclismo pimentense é o Tour de Pimenta Bueno que teve sua primeira edição em 2021 com premiação recorde para aquele ano, em 2023 o Tour de Pimenta Bueno deu a maior premiação do ciclimo brasileiro que chegou a 105.000,00 dividedo em várias categorias.
Nos últimos anos vem se destacando no Município o Paramortor esporte radical que envolve um parapente com motor acoplado nas costas do praticante. O esporte começou a ser praticado por dois pilotos veteranos Silvio Nei Zgoda e Nilzomberto da Costa Leite no ano de 2017, após concluirem o curso começaram a efetuar os voos sobre a cidade. Logo depois Silvio abril a primeira escola de paramotor de Rondônia (Asas do Norte Escola de Paramotor) com isso impucionou o esporte na região.

## Cultura
Pimenta Bueno é uma cidade com poucas opções de cultura, recentemente a Igreja Católica tem trabalhando para mudar esse cenário através da evangelização, desenvolvendo projetos que movimentam milhares de pessoas através dos diversos retiros anuais para adolescentes, jovens e adultos, a famosa "Missa Sertaneja" é outro evento que movimenta a cultura popular sertaneja tão enraizada na cultura local. Outro evento realizado pela Igreja Católica é o CristoDance Festival, mobilizado pela Juventude Católica de Pimenta Bueno, é um festival que valoriza a música católica local e traz também grandes nomes da música católica como o cantor Thiago Brado.

### Educação

#### Educação Superior
- UNIP EAD (Universidade Paulista)
- FAP (Faculdade de Pimenta Bueno)
- UNOPAR Virtual (Universidade Norte do Paraná)

### Comunicação
Jornal Impresso
- Correio Pimentense
- Folha Pimentense
- Jornal RolNews Impresso

Jornal On Line
- Pimenta Noticias
- Conexão Rondônia
- Pimenta Virtual
- Folha Pimentense
- R1 Repórter
- Site VipsRO

#### Televisão
Analógico
- 2 VHF - TV Meridional (Rede Bandeirantes)
- 7 VHF - Rede Amazônica Porto Velho (Rede Globo)
- 9 VHF - Record News Rondônia (Record News)
- 10 VHF - SIC TV (RecordTV)
- 12 VHF - TV Allamanda (SBT)

Digital
- 10.1 (40 UHF) - SIC TV (RecordTV)
- 12.1 (38 UHF) - TV Allamanda (SBT)
- 45 UHF - Kake TV (RedeTV!)

#### Rádio
FM
- 87.9 MHz - Rádios comunitárias
- 93,5 MHz - Massa FM Pimenta Bueno (Massa FM)

AM
- 1480 kHz - Rádio Rondônia